# Punto di contingenza
Il punto di contingenza era l'importo (in lire) che veniva corrisposto come voce del salario ogni volta che si determinava un aumento del costo della vita secondo il meccanismo della scala mobile (economia).

## Storia
La scala mobile era stata introdotta nel 1945, e con un accordo interconfederale del 1975 si stabilì che il punto di contingenza dovesse essere unico per tutti i lavoratori (mentre prima gli aumenti non erano gli stessi per tutti, a seconda dell'età e della qualifica del lavoratore). La scala mobile venne successivamente abolita nel 1992, con l'introduzione contemporaneamente dell'Elemento distinto della retribuzione (EDR).